# Duttaphrynus beddomii
Duttaphrynus beddomii là một loài cóc đặc hữu Western Ghats của Ấn Độ. Loài này được tìm thấy ở các bang Kerala và Tamil Nadu ở nam Western Ghats tại độ cao 100–1.500 m (330–4.920 ft) trên mực nước biển.
D. beddomii dài 4,4 cm (1,75 in) từ mõm tới huyệt.